# Monostrophisch
Als monostrophisch werden in der Verslehre einerseits nur aus einer Einzelstrophe bestehende Gedichte (zum Beispiel das elegische Distichon in seiner epigrammatischen Form oder das japanische Haiku) bezeichnet und andererseits mehrstrophige Gedichte oder Epen, bei denen alle Strophen gleichartiges Strophenmaß haben, so beispielsweise im Nibelungenlied, im Gegensatz zu Formen, die aus verschiedenartig gebauten Strophen bestehen, wie etwa in der griechischen Chorlyrik oder im Sonett.